# Associazione Lugano Basket Tigers 2015-2016
Questa voce raccoglie le informazioni riguardanti l'Associazione Lugano Basket Tigers nelle competizioni ufficiali della stagione 2015-2016.

## Roster
|  | Naz.                                     | Ruolo | Sportivo           | Anno | Alt. |  |  |
|  | ---------------------------------------- | ----- | ------------------ | ---- | ---- |  |  |
|  | Stati Uniti (bandiera)                   | P     | Dominique Rambo    |      | 183  |  |  |
|  | Senegal (bandiera) · Svizzera (bandiera) | AC    | Jules Aw           | 1986 | 202  |  |  |
|  | Croazia (bandiera)                       | AC    | Andrej Štimac      | 1979 | 204  |  |  |
|  | Svizzera (bandiera) · Italia (bandiera)  | GA    | Gianluca Fontanini | 1993 | 192  |  |  |
|  | Svizzera (bandiera)                      | GA    | Derek Stockalper   | 1984 | 196  |  |  |
|  | Svizzera (bandiera) · Israele (bandiera) | P     | Jonathan Shtarkman | 1991 | 188  |  |  |
|  | Svizzera (bandiera) · Croazia (bandiera) | A     | Juraj Kozić        | 1995 | 198  |  |  |
|  | Svizzera (bandiera)                      | A     | Fernando Mussongo  | 1996 | 198  |  |  |
|  | Svizzera (bandiera)                      | PG    | Mattia Cafisi      | 1997 | 185  |  |  |
|  | Stati Uniti (bandiera)                   | C     | Travis Watson      | 1981 | 202  |  |  |
|  | Svizzera (bandiera)                      | A     | Eric Koludrovic    | 1999 | 193  |  |  |

### Staff tecnico
- Allenatore:  Jean-Marc Jaumin
- Vice allenatore:  Gianni Lambruschi